# 2019 في أنغولا
الأحداث في عام 2019 في  أنغولا.

## في السلطة
- الرئيس : جواو لورنسو
- نائب الرئيس : بورنيتو دي سوزا

## أحداث

### من يناير إلى يونيو

تأثرت مقاطعة كونين (في الصورة) بشكل خاص بجفاف العام

- 23 يناير - البرلمان الأنغولي يوافق على قانون جنائي جديد، وهو الأول من نوعه في البلاد منذ الاستقلال في عام 1975. من بين الأحكام الجديدة التي تم إقرارها، وفقًا لـ هيومن رايتس ووتش، إلغاء تجريم النشاط المثلي وحظر التمييز على أساس التوجه الجنسي.[1]
- 13 مارس - تم اكتشاف موقع يحتوي على ما بين 450 و 600 مليون برميل من النفط قبالة الساحل الأنغولي من قبل شركة إيني الإيطالية.[2]
- 22 مارس - يتأهل المنتخب الأنغولي لكرة القدم إلى نهائيات كأس الأمم الأفريقية 2019 بعد فوزه 1-0 على بوتسوانا في فرانسيستاون.[3]
- 30 نيسان / أبريل - كشف تقرير صادر عن اليونيسف أن الجفاف في الأشهر الثلاثة الأولى من العام قد تسبب في ارتفاع عدد الأنغوليين في مقاطعة كونيني الجنوبية من الذين يحتاجون إلى مساعدات إنسانية إلى أكثر من 800 ألف شخص بمقدار ثلاثة أضعاف. ويشير التقرير أيضًا إلى أن ما يقرب من 2.3 مليون شخص في البلاد معرضون الآن لخطر انعدام الأمن الغذائي، حيث يؤثر سوء التغذية الحاد على 2500 طفل دون سن الخامسة في ست مقاطعات.[4]
- 8 مايو - الرئيس جواو لورنسو يقيل كارلوس ساتورنينو من منصبه كرئيس تنفيذي لشركة النفط الحكومية سونانغول Sonangol بعد أن تسبب نقص الوقود في انقطاع التيار الكهربائي والطوابير الطويلة في محطات الوقود في العاصمة لواندا.[5]

### من يوليو إلى ديسمبر
- 2 يوليو - أقصي منتخب أنجولا لكرة القدم من كأس الأمم الأفريقية بعد هزيمة 1-0 أمام مالي، مما أنهى فرصه في التقدم إلى ما بعد دور المجموعات من البطولة.[6]
- 15 أغسطس / آب - أدانت المحكمة العليا وزير النقل السابق أوغوستو دا سيلفا توماس بتهم تشمل الاختلاس والاحتيال وإساءة استخدام السلطة خلال فترة توليه المنصب من 2008 إلى 2017. حكم عليه بالسجن أربعة عشر عاما.[7]
- 21 أغسطس / آب - وقع الرئيسان الروانديان بول كاغامي ورئيس أوغندا يوويري موسيفيني اتفاقية في لواندا لتهدئة التوترات بين بلديهما بعد اتهامات بالتجسس والقتل وتعطيل التجارة.[8]
- 8 سبتمبر - أنهى المنتخب الوطني لكرة السلة للرجال مشاركته في كأس العالم لكرة السلة 2019 في الصين بفوز واحد وأربع هزائم من خمس مباريات.[9]
- 1 نوفمبر - أعلن أريستوفانيس دوس سانتوس، القائد الإقليمي للشرطة الوطنية، أن حملات نزع السلاح الوطنية على مدى السنوات الإحدى عشرة الماضية أسفرت عن مصادرة أكثر من 100000 سلاح ناري، يمكن إرجاع معظمها إلى الحرب الأهلية الأنغولية.[10]
- 5 كانون الأول (ديسمبر) - صندوق النقد الدولي يوافق على قرض 247 مليون دولار لأنغولا بعد أن اعتبر جهود الحكومة لخفض الإنفاق الحكومي وتنويع الاقتصاد الوطني بما يتجاوز النفط كافية.[11]
- 31 ديسمبر / كانون الأول - جمدت الحكومة أصول إيزابيل دوس سانتوس، ابنة الرئيس السابق خوسيه إدواردو دوس سانتوس، بعد اتهامها بالتقاعس عن سداد مليار دولار من أموال الدولة.[12]

## وفيات
- 9 يناير - فيليب أبراو لاعب كرة سلة (مواليد 1979).[13]
- 15 يناير - جيرونيمو نيتو مدرب كرة اليد (مواليد 1967).[14]
- 15 أبريل - يواكيم ألبرتو سيلفا، لاعب كرة قدم (مواليد 1974).[15]
- 22 نوفمبر - إدواردو ناسيمنتو، مغني (مواليد 1943).[16]